# Batocera magica
Batocera magica là một loài bọ cánh cứng trong họ Cerambycidae.